# 斯坦頓數
斯坦頓數（Stanton number）簡稱St，是描述流體熱傳量和本身熱容量比例的無因次量。斯坦頓數得名自Thomas Edward Stanton (1865–1931)。斯坦頓數可用來描述強制對流下的传热特性。
{\displaystyle St={\frac {h}{Gc_{p}}}={\frac {h}{\rho uc_{p}}}}
其中
- h = 對流传热系数
- ρ = 流體密度
- cp = 流體比熱容
- u = 流體速率

斯坦頓數也可以用努塞尔数、雷诺数及普朗特数表示。
{\displaystyle \mathrm {St} ={\frac {\mathrm {Nu} }{\mathrm {Re} \,\mathrm {Pr} }}}
其中
- Nu是努塞尔数。
- Re是雷诺数。
- Pr是普朗特数。

斯坦頓數常用來考慮動量邊界層及熱邊界層的相似性時出現，可以用來表示管壁剪力（因為黏度造成）以及管壁總熱傳（因為热扩散率造成）之間的關係。

## 質傳
利用熱傳及質傳類似的特性，也可以用舍伍德数和施密特數取代努塞爾數和普朗特數，得到質傳的等效斯坦頓數
{\displaystyle \mathrm {St} _{m}={\frac {\mathrm {Sh} }{\mathrm {Re} \,\mathrm {Sc} }}}
{\displaystyle \mathrm {St} _{m}={\frac {h_{m}}{\rho _{m}u}}}
其中
- {\displaystyle St_{m}} 為質傳的斯坦頓數
- {\displaystyle Sh} 為舍伍德数
- {\displaystyle Re} 為雷諾數
- {\displaystyle Sc} 為施密特數
- {\displaystyle h_{m}} 是依濃度差來定義（kg s−1 m−2）
- {\displaystyle u} 為流體速度
- {\displaystyle \rho _{m}} 為通量中物質的密度

## 邊界層流
斯坦頓數可以用來量測平板表面附近因為熱傳造成，邊界層熱能增加或是減少的速率。若焓厚度（enthalpy thickness）定義為
{\displaystyle \Delta _{2}=\int _{0}^{\infty }{\frac {\rho u}{\rho _{\infty }u_{\infty }}}{\frac {T-T_{\infty }}{T_{s}-T_{\infty }}}dy}
則斯坦頓數可以等效如下式
{\displaystyle \mathrm {St} ={\frac {d\Delta _{2}}{dx}}}
上式是針對平板的邊界層流，且平板的溫度及特性都是相同的。

### Reynolds-Colburn類比的相關性
利用有關有粘性次層流及thermal log紊流模型的Reynolds-Colburn類比特性，可以得到以下紊流熱傳的公式
{\displaystyle \mathrm {St} ={\frac {C_{f}/2}{1+12.8\left(\mathrm {Pr} ^{0.68}-1\right){\sqrt {C_{f}/2}}}}}
其中
{\displaystyle C_{f}={\frac {0.455}{\left[\mathrm {ln} \left(0.06\mathrm {Re} _{x}\right)\right]^{2}}}}